# Olios brachycephalus
Olios brachycephalus är en spindelart som beskrevs av Lawrence 1938. Olios brachycephalus ingår i släktet Olios och familjen jättekrabbspindlar. Inga underarter finns listade i Catalogue of Life.